# پراگ ۴
پراگ ۴ (به لاتین: Prague 4) یک منطقهٔ مسکونی در جمهوری چک است که در پراگ واقع شده‌است. پراگ ۴ ۲۴٫۱۹ کیلومتر مربع مساحت و ۱۳۰٬۲۸۷ نفر جمعیت دارد.